# Grönglansstare
Grönglansstare (Lamprotornis nitens) är en fågel i familjen starar inom ordningen tättingar.

## Utbredning och systematik
Fågeln förekommer i acacieområden från västra Gabon och Angola till Sydafrika. Den behandlas vanligen som monotypisk, det vill säga att den inte delas in i några underarter.

## Status
Arten har ett stort utbredningsområde och beståndet anses stabilt. Internationella naturvårdsunionen IUCN listar den därför som livskraftig (LC).

## Bilder

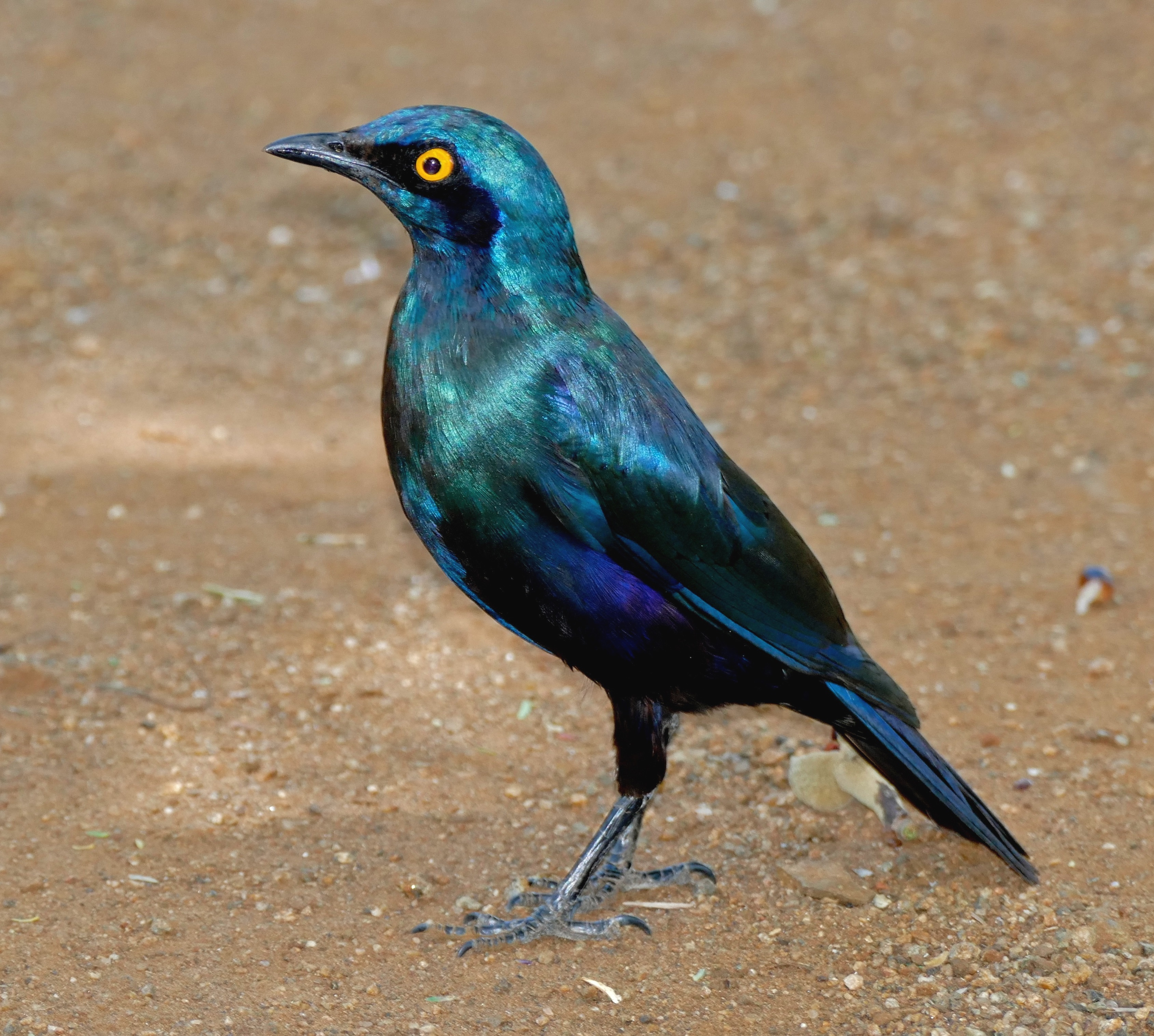
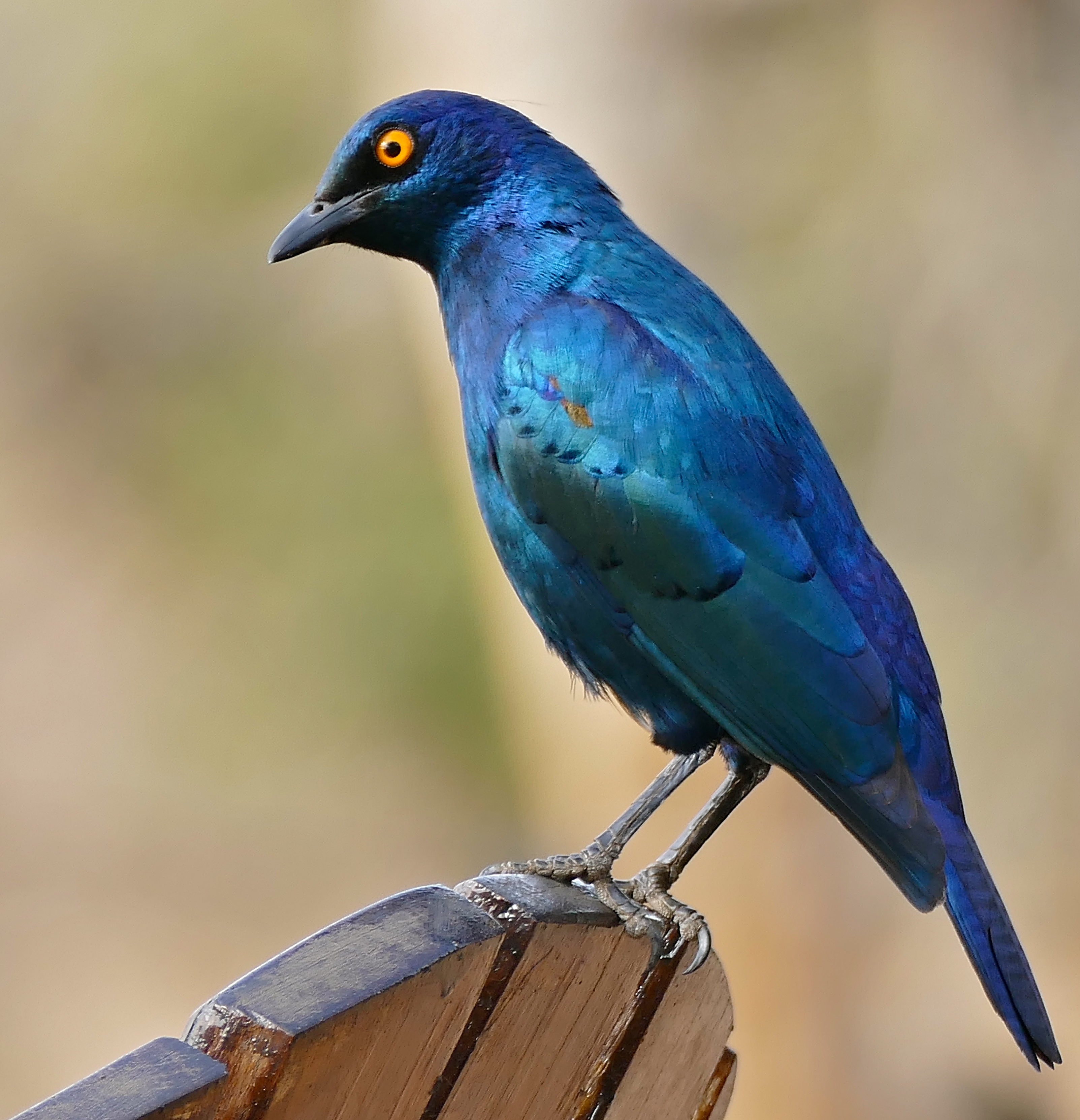
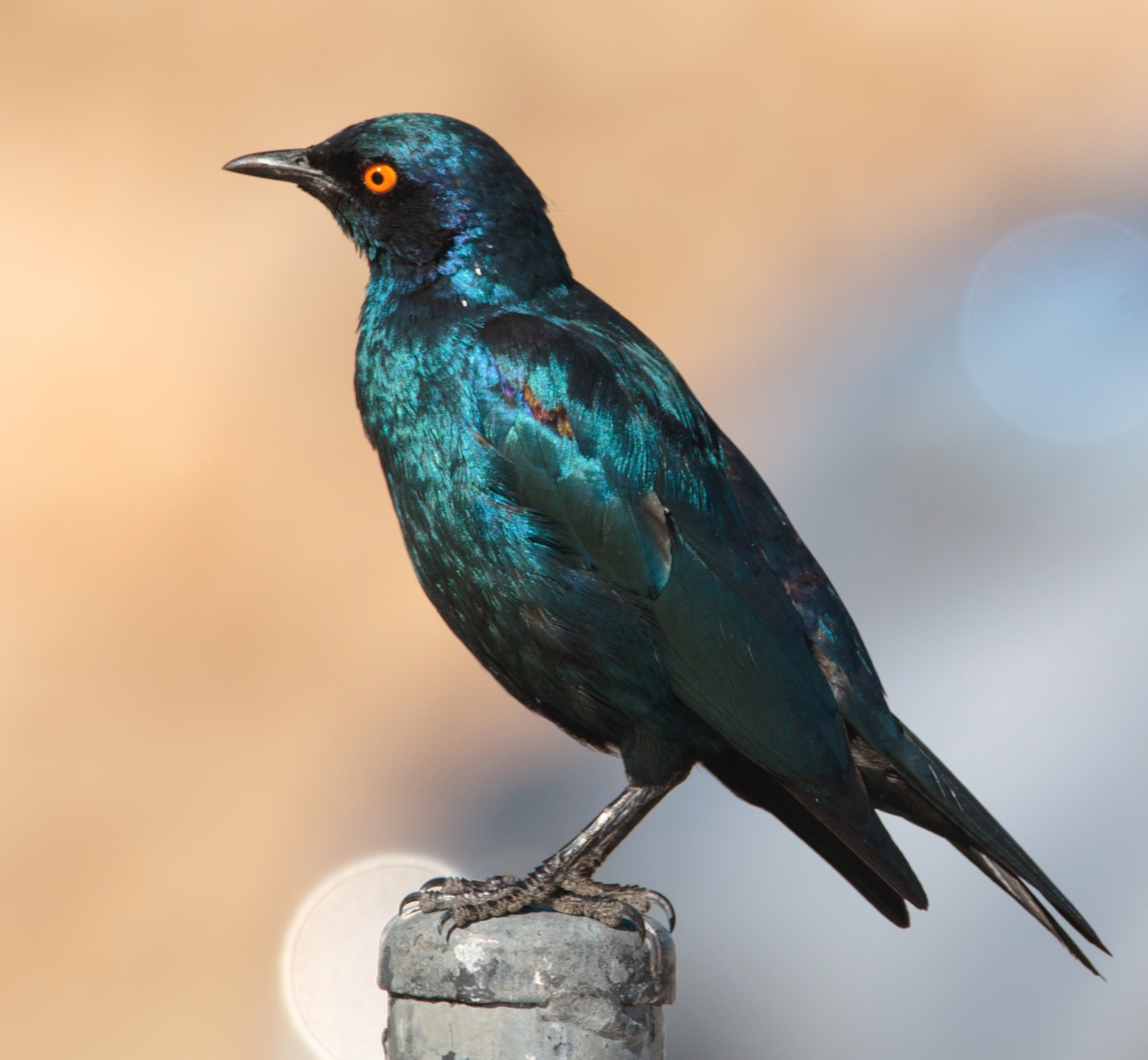
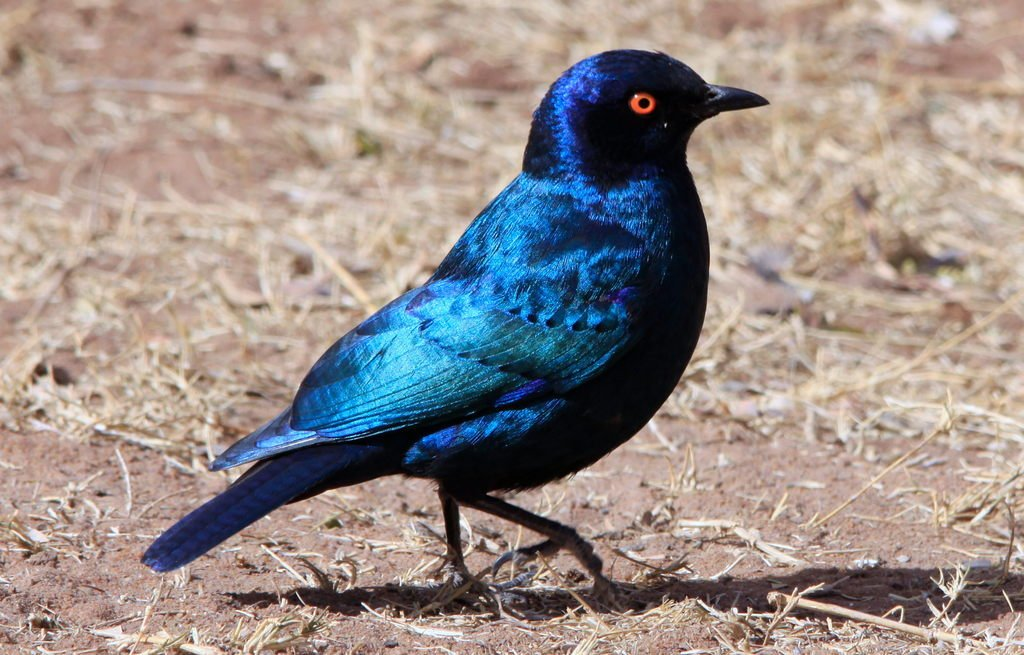
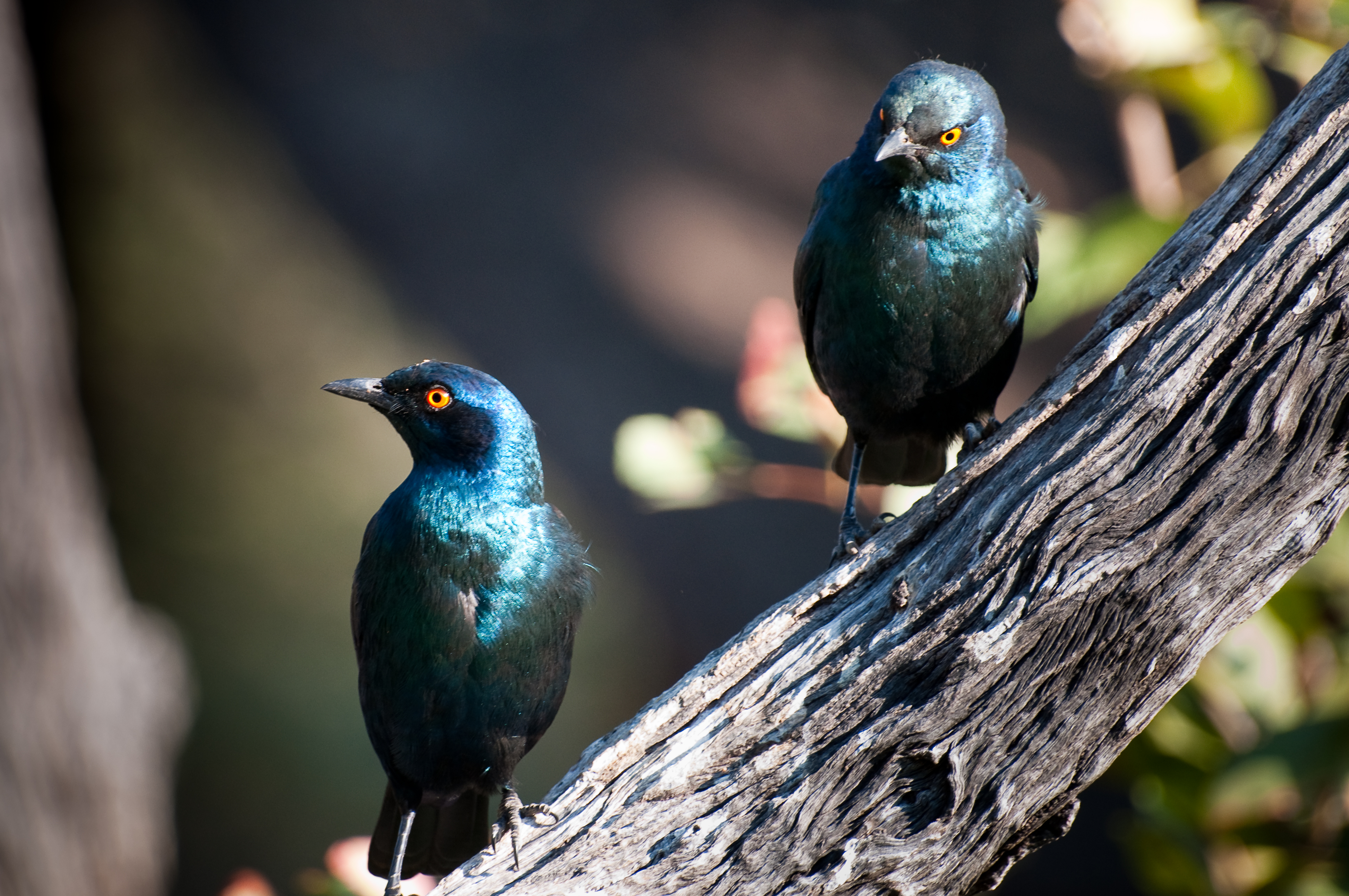